# Küsel
Küsel är en tysk-svensk släkt som ursprungligen härstammar från Lübeck. 
Stamfadern för den svenska släktgrenen är grosshandlaren Simon Fredrik Küsel, som etablerade sig som grosshandlare i Stockholm på 1690-talet.

## Släktingar i urval
- Simon Fredrik Küsel (1669–1742), grosshandlare
  - Carl Gottfried Küsel (1727–1795), grosshandlare
    - Fredrik Küsel (1766–1818), sockerbruksfabrikör
    - Carl Küsel (d.y.) (1765 - 1837), grosshandlare
    - Johan Küsel (1770–1831), grosshandlare
    - Jakob Küsel (1771–1835), bergsråd
      - Carl Jakob Küsel (1809–1866), kartograf och litograf
      - Robert Herman Küsel (1819–1898), godsägare
        - Ernst Küsel (1873–1942), målare och grafiker